# 塞曼 (阿拉巴馬州)
塞曼（英語：Seman）是一個位於美國阿拉巴馬州埃爾莫爾縣的非建制地區。該地的面積和人口皆未知。

## 地理
塞曼的座標為32°43′57″N 86°06′44″W / 32.7325°N 86.11222°W，而該地最高點為海拔高度223米（即732英尺）。